# Comissão do Mercado de Capitais
A Comissão do Mercado de Capitais de Angola (CMC) é a entidade responsável pela supervisão, regulação e desenvolvimento do mercado de capitais em Angola. Criada para fomentar a confiança e a transparência no mercado financeiro do país, a CMC desempenha um papel crucial na promoção do crescimento econômico por meio do investimento e da captação de recursos.

## Introdução
A Comissão do Mercado de Capitais (CMC) é uma pessoa colectiva de direito público, dotada de personalidade jurídica e autonomia administrativa, financeira e de património próprio, sujeita à tutela do Ministério das Finanças. Criada pelo decreto nº 9/05 do Conselho de Ministros e publicada a 18 de Março de 2005 no Diário da República, a Comissão do Mercado de Capitais rege-se pela Lei dos Valores dos Valores Mobiliários, pela Lei das Instituições 
Financeiras, Estatuto Orgânico, bem como pelo seu Regulamento Interno.

## Percurso histórico
Os trabalhos que resultaram na instituição da CMC tiveram início em 1998, com a produção dos primeiros estudos sobre a instituição de uma bolsa de valores em Angola e culminaram com a aprovação do Decreto 9/05 de 18 de Março de 2005, e na aprovação da Lei 12/05 de 23 de Setembro e na Lei 13/05 de 30 de Setembro.

## Estrutura organizacional
O Conselho de Administração da CMC é composto por um (1) Presidente e quatro (4) Administradores Executivos, todos nomeados pelo Decreto Presidencial n.º 23/12 de 30 de Janeiro.

## Atribuições
Constituem atribuições da Comissão do Mercado de Capitais (CMC), nos termos e dentro dos limites estabelecidos no decreto nº.9/05, de 18 de Março de 2005, a regulação, supervisão, fiscalização e promoção do mercado de capitais e das actividades que envolvam todos os agentes que nele intervenham, directa ou indirectamente, tendo em vista a realização dos seguintes objectivos:
1. Estimular a formação da poupança e a sua aplicação em valores mobiliários;
2. Promover a organização e funcionamento regular e eficiente do mercado de capitais;
3. Assegurar a transparência do mercado de capitais e das transacções que nele se efectuam;
4. Assegurar aos investidores e intermediários financeiros em geral uma informação suficiente, verídica, objectiva, clara, acessível e atempada sobre os valores mobiliários, as entidades que os emitem e as transacções que são efectuadas.
Cabe ainda à CMC:
1. Assessorar o Ministro das Finanças em todas as matérias relacionadas com o mercado de capitais;
2. Assegurar a cooperação com as autoridades congéneres de todos os países do mundo;
3. Desempenhar as demais funções que lhe forem acometidas por lei.

## Legislação e regulamentos
Actualmente o mercado possui duas leis aprovadas pela Assembleia Nacional, sendo:
- Lei dos Valores Mobiliários, de 23 de Setembro de 1995;[3]
- Lei das Instituições Financeiras, de 30 de Setembro de 1995.[3]

## Cooperação
A CMC possui acordos de cooperação e partilha de informações com várias congéneres nacionais e estrangeiras, a destacar:
- Angola – Unidade de Informação Financeira (UIF), Dezembro de 2012;
- Portugal - Comissão do Mercado de Valores Mobiliários (CMVM), Setembro de 2006;
- Brasil – Comissão de Valores Mobiliários (CVM), Abril de 2007;
- Associação Internacional - Association of National Numbering Agencies  (ANNA), Novembro de 2010;
- SADC - Committee of Insurance, Securities and Non-banking Financial Authorities (CISNA), Abril de 2012;
- Cabo Verde – Auditoria Geral do Mercado de Valores Mobiliário (AGMVM), Maio de 2012;
- África do Sul – Financial Services Board (FSB), Novembro de 2012.
- Organização Internacional das Comissões de Valores (IOSCO) promover boas práticas e trocar experiências.